# Aspe (seizoen 1)
Het eerste seizoen van de Belgische televisieserie Aspe werd uitgezonden tussen 13 februari 2004 en 16 april 2004. De reeks telt 10 afleveringen.

## Rolverdeling
| Acteur                 | Personage         | Hoofdcast        | Gastrol          |
| ---------------------- | ----------------- | ---------------- | ---------------- |
| Herbert Flack          | Pieter Van In     | volledig seizoen |                  |
| Lucas Van den Eynde    | Guido Versavel    | volledig seizoen |                  |
| Francesca Vanthielen   | Hannelore Martens | volledig seizoen |                  |
| Michel Van Dousselaere | Roger De Kee      | volledig seizoen |                  |
| Erik De Backer         | André Bruynooghe  | volledig seizoen |                  |
| Maaike Cafmeyer        | Carine Neels      | volledig seizoen |                  |
| Herman Boets           | Leo Vanmaele      |                  | volledig seizoen |
| Sjarel Branckaerts     | Patrick Moens     |                  | volledig seizoen |
| Dimitri Dupont         | Paul Beekman      |                  | volledig seizoen |

## Afleveringen

### De Midasmoorden
Brugge wordt opgeschrikt door een bomaanslag. Hoofdinspecteur Pieter Van In en zijn rechterhand, inspecteur Guido Versavel, ontdekken een internationaal complot van reisorganisatoren en vastgoedmakelaars. Die willen van Brugge een toeristisch Disneyland maken. Hun plan: de Bruggelingen uit de binnenstad verdrijven en hun huizen verbouwen in hotels of verkopen aan rijke buitenlanders. Pieter Van In zit in het oog van de storm. Zijn bankdirecteur dreigt met de inbeslagname van zijn historisch pand omdat hij al zes maanden achterstaat met de afbetaling van zijn hypothecair krediet. Pieter Van In moet in deze zaak samenwerken met een nieuwe substituut op het parket, de ambitieuze Hannelore Martens. Volgens Van In is ze onervaren en ongeschikt. Toch moeten ze de krachten bundelen in de strijd tegen de plaatselijke vastgoedmaffia die op het punt staat om het Belfort op te blazen. Wanneer Hannelore binnendringt in het privé-leven van Pieter heeft dat voor beiden verregaande gevolgen.

### De Kinderen van Chronos
In de tuin van haar pas gerestaureerde hoeve heeft Leen Vermast (Els Béatse) een skelet opgegraven. Hoofdinspecteur Pieter Van In en substituut Hannelore Martens krijgen de zaak toegewezen. Het spoor leidt naar betonkoning Lodewijk Vandaele (Alex Cassiers), die via zijn hulporganisatie voor behoeftigen meisjes ronselt. Wanneer de autopsie uitwijst dat het skelet van een transseksueel is, ontdekken Van In en Martens een uitgebreid prostitutienetwerk. De ex-prostituee Linda Aerts (Els Olaerts) zet de hoofdinspecteur op de goede weg. Wanneer hij, tegen de zin van Hannelore en Baert, de jonge Carine Neels laat infiltreren in "De Zorghe", neemt de zaak een heel andere wending. Een voor een worden al de verdachten zelf vermoord. Ook Carine Neels verdwijnt. Hannelore Martens legt een verband met de politie bloot en zorgt zo voor de doorbraak in het dossier, maar Pieter Van In komt net te laat om Carine uit een gruwelijke situatie te halen. Hannelore Martens en Pieter Van In wonen ondertussen samen. Zij voelt haar biologische klok tikken en ze polst bij Pieter of hij haar een kind wil geven.

### Het Vierkant van de Wraak
Bij de vooraanstaande juwelier Ludovic Degroof (Jef Demedts) is ingebroken. De dieven hebben evenwel niets meegenomen. Ze hebben wel alle juwelen opgelost in een bokaal Koningswater. In de kluis hebben ze een brief achtergelaten met daarop een vreemd vierkant. Het lijkt een banaal voorval, waaraan Pieter Van In dan ook niet veel aandacht besteedt. Hij heeft trouwens wat anders aan zijn hoofd: Hannelore is zwanger, maar als ook Degroofs nazaten een brief met vierkant krijgen en bovendien zijn enige kleindochter Bernadette wordt ontvoerd, neemt de zaak een heel andere wending. Als toekomstige vader is Van In extra gevoelig voor kindermishandeling en dus gooit hij zich voluit op deze zaak. Hij ontdekt dat bij de familie Degroof niets is wat het lijkt en dat de familie het slachtoffer is van een waanzinnige wraakoefening en die revanche heeft alles te maken met het onfrisse verleden van Ludovic Degroof.

### De Vierde Gestalte
Pieter Van In krijgt van commissaris De Kee journaliste Saartje Maes (Tine Van den Brande) naast zich. Zij maakt een stuk over de nieuwe politiestructuur en zal met de hoofdinspecteur meelopen. Van In onderzoekt de moord op Trui Andries, een jonge vrouw die banden had met een sekte, en hij wil niet dat er over zijn schouder gekeken wordt. Maar procureur Beekman fluit Van In terug. Samen met Saartje gaat de hoofdinspecteur dus op zoek naar de persoon achter sekteleider Venex. Het speurwerk wordt doorkruist door een brutale schietpartij aan een kerk, waarbij onder meer de schatrijke notaris De Sender en zijn echtgenote om het leven komen. Hun zoon Jasper (Mathijs Schepers) werd enkele dagen eerder dood aangetroffen nadat hij uit een raam was gesprongen.

### Het Dreyse Incident
De schatrijke beursgoeroe Patrick Claes (Koen Van Impe) wordt in zijn villa neergeslagen. De gangsters verdwijnen met zijn collectie antieke pistolen, waarbij een cd-rom zit met daarop al zijn transacties met de Russische maffia. Als bovendien Judith (Mireille Leveque), de sexy echtgenote van Claes, verdwijnt en het spoor naar een seksclub leidt, komt Pieter Van In in een wespennest terecht. Hij krijgt echter nog meer te verduren. Hannelore promoveert tot onderzoeksrechter, wat betekent dat zij vanaf nu zijn baas is. Als Hannelore op het terrein onderzoek doet, komt ze oog in oog te staan met een huurmoordenaar van de maffia.

### Blauw Bloed
Hannelore Martens is aangenaam verrast wanneer haar jeugdliefde Valentijn Heydens (Wim Van de Velde) na negen jaar weer in haar leven opduikt. Hij vraagt haar hulp omdat zijn vader met de dood bedreigd wordt. Valentijns vrees is terecht, want ondertussen wordt in het landgoed van de familie Heydens het lichaam van Marcus gevonden. Op het eerste gezicht lijkt de magistraat zelfmoord te hebben gepleegd, maar de sporen van kneuzingen aan de polsen sluiten die theorie uit. Pieter Van In leidt het onderzoek en hij is razend wanneer aan het licht komt dat Valentijn dankzij Hannelore een sluitend alibi heeft. De relatie van het koppel komt hierdoor in een crisis terecht. Nog voor de hoofdinspecteur het motief voor de moord op Marcus Heydens heeft achterhaald, wordt ook diens ex-vrouw Leona Vits (Chris Lomme) om het leven gebracht. Van In wil de dubbele moord tot op het bot uitspitten, maar commissaris De Kee toont zich een spelbreker. Hij eist dat Van In instaat voor de veiligheid van Koning Albert II tijdens zijn bezoek aan Brugge. Ondertussen lijkt Hannelore na een bezoek aan Valentijn van de aardbodem verdwenen te zijn. Van In krijgt de cryptische boodschap dat zijn vrouw zich bevindt 'waar de beer de vos niet kan achterhalen'. 

### Dood Tij
Pieter Van In en Guido Versavel worden naar het strand gestuurd, waar het lijk van een man is aangetroffen. Hij is ingegraven tot aan zijn nek en in zijn mond zit een rubberen smoorbal, een speeltje dat in SM-kringen gebruikt wordt. Het slachtoffer wordt geïdentificeerd als Carlos Minne (Joris Van Dael), een gewezen adjunct-kabinetschef bij het ministerie van Justitie en tot voor kort lid van de commissie voorlopige invrijheidstelling. De avond voor zijn dood had Minne een schoolreünie. Dit feestje werd ook bijgewoond door de malafide advocaat Michel Arnould (David Davidse), deurwaarder Antoon Dobbelaere (Luc Springuel) en zakenman Roger Daems (Hans Van Cauwenberghe).

### Zoenoffer
Op de terugwandeling van het galabal van de jonge Brugse balie stoten Pieter Van In en Hannelore Martens in het Minnewaterpark op Jos Viaene (Jan Bollen). De jongeman is zwaar toegetakeld en wordt meer dood dan levend naar het ziekenhuis overgebracht. Jos lijkt het slachtoffer van een aanranding, ware het niet dat in zijn fietstas het veiligheidsplan van het Groeningemuseum zit. Op dat plan staan verschillende cijfercodes en de naam Jaime Ruiz (Lucas Tavernier) geschreven. Deze Spanjaard werkt als vicerector van het Europacollege naast het museum, maar beweert Viaene niet te kennen. Van In geeft Ruiz het voordeel van de twijfel en concentreert zich op de vrienden van Jos, de failliete antiquair Jacobus Mestdagh (Claude de Burie), het succesvolle fotomodel Els Hocepied (Els Van Peborgh) en Olivier Boedt (Jan Sobrie), zoon van de veiligheidschef van het Groeningemuseum. Het onderzoek van de hoofdinspecteur wordt doorkruist door de moord op Jos, die in het ziekenhuis door het hoofd wordt geschoten nog voor hij een verklaring kon afleggen.

### Vagevuur
Hannelores nichtje Merel (Jessa Wildemeersch) komt enkele dagen logeren. Zij is een actrice die een paar jaar geleden naar Amerika verhuisde in een poging om beroemd te worden en ze is doorgebroken. Merel bevindt zich samen met haar vriend Silvio (Olivier Coyette), een Chileens regisseur, in Brugge voor de première van 'Vagevuur', de Nederlandstalige versie van 'Inferno' waarmee ze op Broadway een succès fou hadden. Het stuk is een moderne adaptatie van Shakespeares 'Hamlet' en handelt over Silvio's pijnlijke ervaringen met folteringen onder de dictatuur in zijn land. Daarbij verloor hij zijn eerste echtgenote Elena. Pieter Van In interesseert zich hoegenaamd niet in modern toneel en concentreert zich op de pink die op de parking van het Concertgebouw is gevonden. Zijn speurwerk wordt doorkruist door commissaris De Kee, die eist dat de hoofdinspecteur bijkomend onderzoek doet naar de home- en carjacking bij Paul Verfaille (Rik Hancké), de schepen van cultuur. Van In slooft zich niet echt uit, tot hij steeds meer aanwijzingen vindt dat er een verband is tussen de inbraak, de pink en het Concertgebouw.

### De Vijfde Macht
Thierry Steen, eigenaar van een reclamebedrijf, wordt vermoord op zijn eigen bruiloft. Even later pleegt Koen Verhelst, kaderlid van Big NV, het grootste reclamebureau van het land, zelfmoord. Pieter Van In ontdekt een complot tussen de reclamewereld en het grootkapitaal om te infiltreren in de media. Tijdens zijn zoektocht wordt Pieter voor de voeten gelopen door Linda Tensen (Katrien De Ruysscher), een televisiepresentatrice die zich graag als ernstige journaliste voordoet. Wanneer ook een plaatselijk politicus in zijn bad verdronken wordt is het duidelijk dat Pieter Van In en Hannelore Martens op zoek moeten naar een explosief document. Dat document bevat de strategie om redacties van dagbladen, radiostations en televisiezenders te infiltreren met reclameboodschappen. De auteur van het document is de ambitieuze en gevaarlijke Ilse Beerten (Ingrid Van Rensbergen), de rechterhand van Vincent Caron (Marc Peeters), eigenaar van Big NV.